# Waldenburg (distrikt)
Waldenburg är ett distrikt i halvkantonen Basel-Landschaft i Schweiz. Huvudort är Waldenburg. Distriktet hade 16 031 invånare (2020).

## Geografi

### Indelning
Distriktet Waldenburg är indelat i 15 kommuner:
| Vapen       | Namn        | Invånare 2023-12-31 | Yta i km² |
| ----------- | ----------- | ------------------- | --------- |
| Arboldswil  | Arboldswil  | 581                 | 3,47      |
| Bennwil     | Bennwil     | 668                 | 6,53      |
| Bretzwil    | Bretzwil    | 740                 | 7,33      |
| Diegten     | Diegten     | 1 641               | 9,64      |
| Eptingen    | Eptingen    | 564                 | 11,18     |
| Hölstein    | Hölstein    | 2 652               | 6,03      |
| Lampenberg  | Lampenberg  | 572                 | 4,01      |
| Langenbruck | Langenbruck | 997                 | 15,66     |
| Lauwil      | Lauwil      | 319                 | 7,30      |
| Liedertswil | Liedertswil | 156                 | 1,94      |
| Niederdorf  | Niederdorf  | 1 804               | 4,41      |
| Oberdorf    | Oberdorf    | 2 540               | 6,21      |
| Reigoldswil | Reigoldswil | 1 599               | 9,25      |
| Titterten   | Titterten   | 433                 | 3,71      |
| Waldenburg  | Waldenburg  | 1 108               | 8,32      |